# السودان في الألعاب الأولمبية الصيفية 1968
تنافس السودان في الألعاب الأولمبية الصيفية عام 1968 في مدينة مكسيكو، المكسيك.

## ألعاب القوى
الرجال
أحداث المضمار والطرقات
| الرياضي        | الحدث | حرارة   | حرارة  | ربع النهائي | ربع النهائي | نصف النهائي | نصف النهائي | النهائي  | النهائي  |
| الرياضي        | الحدث | النتيحة | الرتبة | النتيجة     | الرتبة      | النتيجة     | الرتبة      | النتيجة  | الرتبة   |
| -------------- | ----- | ------- | ------ | ----------- | ----------- | ----------- | ----------- | -------- | -------- |
| أنجيلو حسين    | 400 m | 47.80   | 5      | لم يتقدم    | لم يتقدم    | لم يتقدم    | لم يتقدم    | لم يتقدم | لم يتقدم |
| أنجيلو حسين    | 800 m | 1:53.4  | 6      | لم يتقدم    | لم يتقدم    | لم يتقدم    | لم يتقدم    | لم يتقدم | لم يتقدم |
| مورغان جيسمالا | 100 m | 11.09   | 8      | لم يتقدم    | لم يتقدم    | لم يتقدم    | لم يتقدم    | لم يتقدم | لم يتقدم |
| مورغان جيسمالا | 200 m | 22.70   | 7      | لم يتقدم    | لم يتقدم    | لم يتقدم    | لم يتقدم    | لم يتقدم | لم يتقدم |

## ملاكمة
الرجال
| الرياضي           | Event                | الجولة 1                        | الجولة 2                       | الجولة 3         | ربع النهائي      | نصف النهائي      | النهائي  | النهائي  |
| الرياضي           | Event                | المعارضة النتيجة                | المعارضة النتيجة               | المعارضة النتيجة | المعارضة النتيجة | المعارضة النتيجة | الرتبة   | الرتبة   |
| ----------------- | -------------------- | ------------------------------- | ------------------------------ | ---------------- | ---------------- | ---------------- | -------- | -------- |
| هواد عبد          | وزن الريشة           | أنطونيو رولدان (المكسيك) L 5-0  | لم يتقدم                       | لم يتقدم         | لم يتقدم         | لم يتقدم         | لم يتقدم | لم يتقدم |
| عبد الشيد         | الوزن الخفيف         | Eugenio Febus (بورتوريكو) W 5-0 | Pedro Agüero (الأرجنتين) L 0-5 | لم يتقدم         | لم يتقدم         | لم يتقدم         | لم يتقدم | لم يتقدم |
| عبد الله عبد الله | الوزن المتوسط الخفيف | برينس أمارتي (غانا) L 1-4       | لم يتقدم                       | لم يتقدم         | لم يتقدم         | لم يتقدم         | لم يتقدم | لم يتقدم |